# Ewangelos Susurojanis
Ewangelos Susurojanis, gr. Ευάγγελος Σουσουρογιάννης (ur. 1927 lub 1930 w Kawali, zm. 20 sierpnia 2011) – grecki polityk i prawnik, parlamentarzysta krajowy i eurodeputowany.

## Życiorys
Ukończył studia prawnicze na Uniwersytecie Arystotelesa w Salonikach, praktykował następnie jako adwokat w mieście Katerini. Zaangażował się także w działalność sportową. Wstąpił do Nowej Demokracji, w latach 1974–1981 zasiadał w Parlamencie Hellenów I i II kadencji z okręgu Pieria. Od 1 stycznia do 18 października 1981 wykonywał mandat posła do Parlamentu Europejskiego w ramach delegacji krajowej. Pozostał deputowanym niezrzeszonym, należał do Komisji ds. Energii i Badań Naukowych. W późniejszych latach nadal zaangażowany w działalność partii, był stronnikiem Andonisa Samarasa. Zmarł w wieku 83 lub 84 lat.